# 大阿蘇大賞典
大阿蘇大賞典（おおあそだいしょうてん）は、日本の荒尾競馬組合が荒尾競馬場のダート2000mで行われていた競馬の重賞競走。正式名称は開設○周年記念ファン選抜大阿蘇大賞典（○には年数が入る）。

## 概要
荒尾競馬場が1928年の開設から50周年を迎えた1978年4月にサラ系オープン・2150mの施行条件で開設記念サラブレッド大賞典のレース名で初開催。翌年度は実施されなかったが、1981年からは3月中～下旬に時期を移し、開設○周年記念競走として定期開催へ移行、2002年に大阿蘇大賞典に改められたものの、開設～は引き続きサブタイトル的な形で残されていた。
競走距離は長らく2150mで定着していた（1985～1989年は2600m）が、2005年から2000mに短縮された。負担重量は以前はハンデキャップだったが、2000mに短縮以降は別定戦。

## 出走馬選定方法
荒尾競馬場に所属する競走馬で、事前に登録のあった概ね20頭程度を対象にファン投票を実施し、得票数の上位10頭＋スポーツ新聞記者などの推薦による2頭の計12頭が出走資格を得る。ただし、枠順確定前に回避馬が出た場合は補欠馬（3頭）から順次繰り上がる。また、登録には荒尾競馬で4戦以上走っていなければならない。
なお、2009年については従来の荒尾競馬場本場（特定開催日の先着入場者に投票用紙を配布、1頭記名方式）に加え、インターネット（荒尾競馬公式サイト）からの投票も受け付けた。
大晦日恒例のアラブ系重賞として2005年まで開催されていた有明大賞典（2001年までのアラブチャンピオン）も、ほぼ同様の方法で出走馬の選定を行っていた。

## 歴代優勝馬
| 年次   | 施行日        | 優勝馬             | 性齢 | 所属 | タイム | 優勝騎手   | 管理調教師 |
| ------ | ------------- | ------------------ | ---- | ---- | ------ | ---------- | ---------- |
| 50周年 | 1978年4月29日 | グレイネット       | 牡7  | 荒尾 | 2:18.0 | 中尾信一   |            |
| 53周年 | 1981年3月1日  | トカチランラン     | 牝6  | 荒尾 | 2:20.2 | 福島幸広   |            |
| 54周年 | 1982年3月21日 | ワイルドキリー     | 牡8  | 荒尾 | 2:17.1 | 飯島雄治   | 宮本芳吉   |
| 55周年 | 1983年3月27日 | スペシャルランサー | 牡6  | 荒尾 | 2:19.2 | 幣旗吉昭   | 幣旗吉治   |
| 56周年 | 1984年3月25日 | シゲノダイヤ       | 牡6  | 荒尾 | 2:21.8 | 牧野孝光   | 崎谷彦司   |
| 57周年 | 1985年3月24日 | マルケンブレーブ   | 牡8  | 荒尾 | 2:58.2 | 飯島雄治   | 宮本芳吉   |
| 58周年 | 1986年3月30日 | ケンペス           | 牝7  | 荒尾 | 2:55.9 | 和田正美   | 宮本政晴   |
| 59周年 | 1987年3月29日 | キクノグローリ     | 牡8  | 荒尾 | 2:55.7 | 福島幸広   | 幣旗吉昭   |
| 60周年 | 1988年3月27日 | キクノカステリア   | 牡9  | 荒尾 | 2:53.9 | 飯島雄治   | 宮本芳吉   |
| 61周年 | 1989年3月26日 | チェリーテスコ     | 牡9  | 荒尾 | 2:55.5 | 頼本盛行   | 小佐井美喜 |
| 62周年 | 1990年3月25日 | クリノサンフォード | 牡9  | 荒尾 | 2:20.2 | 松島壽     | 幣旗吉治   |
| 63周年 | 1991年3月24日 | アルファユリイカ   | 牝6  | 荒尾 | 2:51.8 | 川上明人   | 幣旗吉昭   |
| 64周年 | 1992年3月22日 | シゲルヒカリ       | 牡6  | 荒尾 | 2:20.3 | 橋本幸次郎 | 畑田修治   |
| 65周年 | 1993年3月28日 | ベッスルパワー     | 牡6  | 荒尾 | 2:22.8 | 松島壽     | 副島義弘   |
| 66周年 | 1994年3月27日 | ユートジョージ     | 牡8  | 荒尾 | 2:26.0 | 大久保眞二 | 宇都宮徳一 |
| 67周年 | 1995年3月19日 | ヤングワールド     | セ8  | 荒尾 | 2:27.8 | 松島壽     | 福島幸広   |
| 68周年 | 1996年3月31日 | キンコーバトラ     | 牡8  | 荒尾 | 2:23.3 | 和田正美   | 崎谷彦司   |
| 69周年 | 1997年3月30日 | キンコーバトラ     | 牡9  | 荒尾 | 2:26.2 | 牧野孝光   | 崎谷彦司   |
| 70周年 | 1998年3月29日 | ヤマジュンオー     | 牡10 | 荒尾 | 2:26.5 | 吉田隆三   | 和田正美   |
| 71周年 | 1999年3月28日 | ミハタタイシ       | セ7  | 荒尾 | 2:24.5 | 橋本幸次郎 | 工藤榮一   |
| 72周年 | 2000年3月26日 | カシノラシアン     | 牡9  | 荒尾 | 2:23.1 | 吉田隆二   | 江島松二   |
| 73周年 | 2001年3月25日 | ミハタタイシ       | セ8  | 荒尾 | 2:26.5 | 細原邦央   | 工藤榮一   |
| 74周年 | 2002年3月17日 | インタータイムリー | 牡10 | 荒尾 | 2:25.6 | 尾林幸彦   | 大久保眞二 |
| 75周年 | 2003年3月24日 | スーパーゾロ       | 牡7  | 荒尾 | 2:25.9 | 吉田隆二   | 宇都宮徳一 |
| 76周年 | 2004年3月16日 | ワールドクリーク   | 牡9  | 荒尾 | 2:24.0 | 吉留孝司   | 平山良一   |
| 77周年 | 2005年3月8日  | スターキングブル   | セ8  | 荒尾 | 2:13.7 | 古泉悟     | 幣旗吉昭   |
| 78周年 | 2006年3月14日 | ナムラハンニバル   | 牡5  | 荒尾 | 2:13.1 | 新町充寿   | 古澤清次   |
| 79周年 | 2007年3月13日 | ケイウンヘイロー   | 牡4  | 荒尾 | 2:12.4 | 吉留孝司   | 佐伯茂樹   |
| 80周年 | 2008年3月4日  | ワイルドコマンダー | 牡6  | 荒尾 | 2:10.8 | 田中純     | 崎谷彦司   |
| 81周年 | 2009年3月18日 | タニノウィンザー   | 牡5  | 荒尾 | 2:10.8 | 吉留孝司   | 頼本盛行   |
| 82周年 | 2010年3月16日 | タニノウィンザー   | 牡6  | 荒尾 | 2:12.3 | 吉留孝司   | 頼本盛行   |
| 83周年 | 2011年3月11日 | テットウテツビ     | セ10 | 荒尾 | 2:12.5 | 林陽介     | 崎谷彦司   |

馬齢は2000年以前は旧表記。